# Penstemon fremontii
Penstemon fremontii är en grobladsväxtart som beskrevs av John Torrey och Gray. Penstemon fremontii ingår i släktet penstemoner, och familjen grobladsväxter. Utöver nominatformen finns också underarten P. f. glabrescens.